# Kongwa (Distrikt)
Kongwa ist ein Distrikt der Region Dodoma in Tansania mit dem Verwaltungszentrum in der gleichnamigen Stadt Kongwa. Der Distrikt grenzt im Nordosten an die Region Manyara, im Osten an die Region Morogoro, im Süden an den Distrikt Mpwapwa und im Westen an den Distrikt Chamwino.

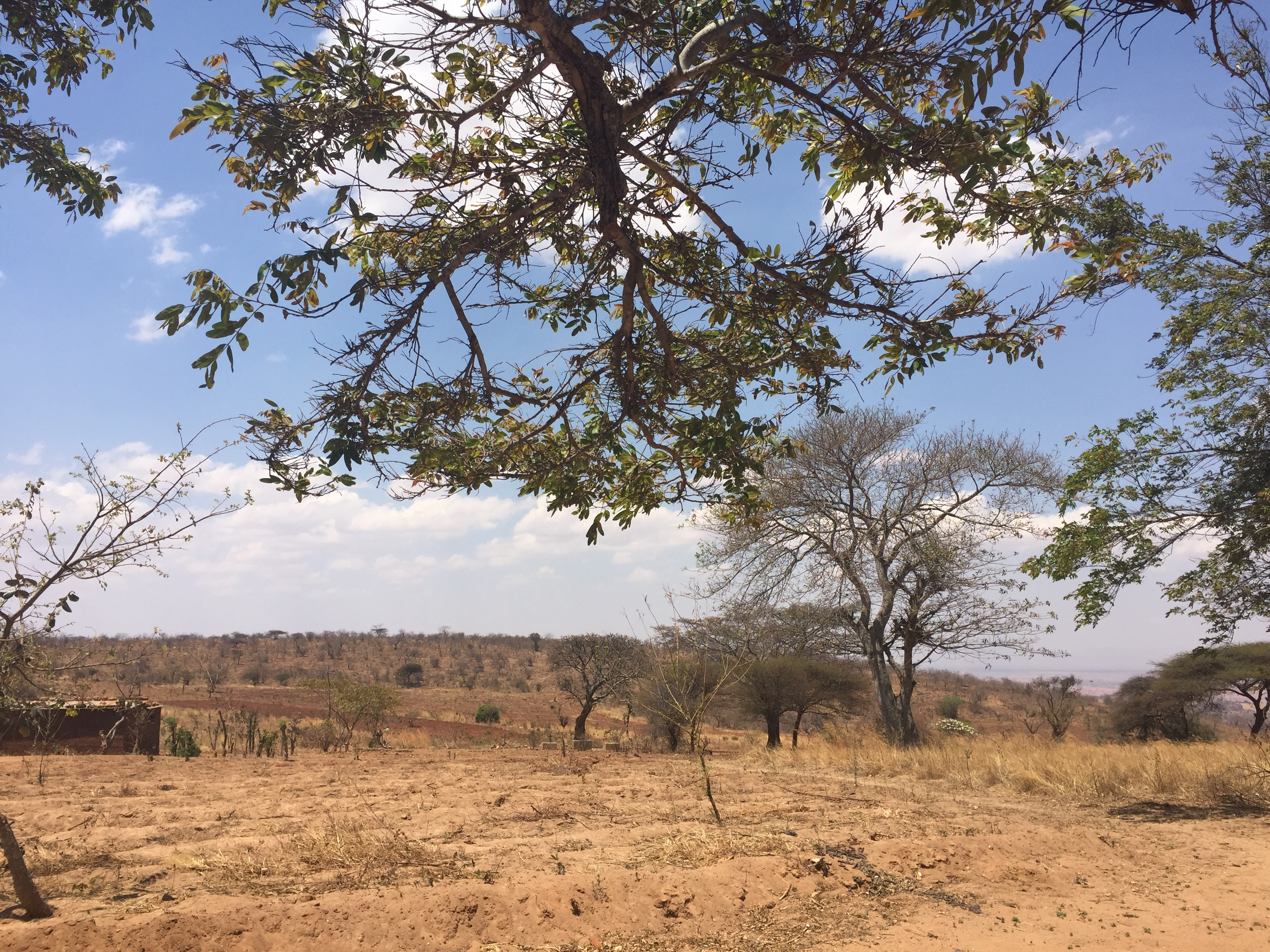
Landschaft in der Trockenzeit

## Geographie
Kongwa hat eine Fläche von 4041 Quadratkilometern und 443.867 Einwohner (Volkszählung 2022). Der Distrikt liegt auf einem Hochplateau in einer Höhe von 900 bis 1000 Meter über dem Meer. Daraus steigt im Süden das Ukaguru-Gebirge bis über 2000 Meter Seehöhe steil an. Das Klima hängt stark von der Höhenlage ab. Es ist hauptsächlich ein trockenes Steppenklima, BSh nach der effektiven Klimaklassifikation. Die Niederschläge von 500 bis 800 Millimeter im Jahr fallen überwiegend in den Monaten von Dezember bis April. In der Trockenzeit von Juni bis Oktober regnet es kaum. Die Jahresdurchschnittstemperatur liegt bei 26,5 Grad Celsius, am kühlsten ist es im Juli mit 18 Grad Celsius.

## Geschichte
Im Jahr 1909 begann die Kanadische Church Mission Society mit dem Bau einer Schule für die Lehrer- und Priesterausbildung im Dorf Mlanga. Studenten kamen aus allen Teilen des damaligen Tanganjika und aus Britisch-Ostafrika (Kenia). Kongwa wurde im Jahr 1996 als Distrikt eingerichtet.

## Verwaltungsgliederung
Der Distrikt ist in 22 Bezirke (Wards) gegliedert (Stand 2012):
- Kongwa
- Sejeli
- Hogoro
- Zoissa
- Mkoka
- Njoge
- Mtanana
- Pandambili
- Mlali
- Iduo
- Sagara
- Kibaigwa
- Ugogoni
- Chamkoroma
- Makawa
- Chitego
- Matongoro
- Ngomai
- Songambele
- Chiwe
- Lenjulu
- Nghumbi

## Bevölkerung
Von der Volkszählung 2012 bis 2022 gab es einen jährlichen Zuwachs von 3,7 Prozent.
| Volkszählung | Einwohner |
| ------------ | --------- |
| 1988         | 163.446   |
| 2002         | 248.656   |
| 2012         | 309.973   |
| 2022         | 443.867   |

Die größten ethnischen Gruppen im Distrikt sind die Wagogo, Wakaguru und die Warangi. Im Jahr 2012 sprach die Hälfte der Über-Fünfjährigen Swahili, sechs Prozent sprachen Swahili und Englisch und 44 Prozent waren Analphabeten.

## Einrichtungen und Dienstleistungen
- Bildung: Im Distrikt befinden sich 107 Vorschulen und 107 Grundschulen. Im Jahr 2016 wurden in den Grundschulen 74.000 Schüler von 1200 Lehrern unterrichtet, sodass 62 Schüler auf einen Lehrer kamen. Von 31 weiterführenden Schulen wurden 26 staatlich geführt. Diese wurden von rund 7000 Schülern besucht, das Lehrer-Schüler-Verhältnis betrug 1:16.[10]
- Gesundheit: Medizinisch versorgt wird die Bevölkerung in einem Krankenhaus mit 120 Betten, vier staatlichen Gesundheitszentren und 45 Apotheken. Die häufigste Krankheit ist Malaria (Stand 2016).[10]
- Wasser: Im Jahr 2016 wurde etwas mehr als die Hälfte der Bevölkerung über 52 Wasserversorgungssysteme mit gereinigtem und sicherem Wasser versorgt.[10]

## Wirtschaft und Infrastruktur
| Der wichtigste Wirtschaftszweig ist die Landwirtschaft. Daneben gibt es nur ein wenig Handel und Handwerk in den städtischen Gebieten. - Landwirtschaft: Etwa neunzig Prozent der 62.000 Haushalte beschäftigen sich mit Landwirtschaft. Die Hauptanbauprodukte sind Mais, Sorghum, Hirse, Nüsse und Sonnenblumen. Etwas mehr als ein Drittel der Haushalte besitzt Nutztiere. Überwiegend gehalten werden Hühner, Rinder und Ziegen. - Handel: Gehandelt wird vor allem in den Städten Mkoka, Kibaigwa, Pandambili, Kongwa, Mlali und Mbande. - Straßen: Die wichtigste Straßenverbindung im Distrikt ist die Nationalstraße T3 von Dodoma im Westen nach Morogoro und weiter nach Daressalam im Osten. Daneben gibt es 200 Kilometer Regionalstraßen, 440 Kilometer Distriktstraßen und 670 Kilometer Gemeindestraßen. | Die zur Anzeige dieser Grafik verwendete Erweiterung wurde dauerhaft deaktiviert. Wir arbeiten aktuell daran, diese und weitere betroffene Grafiken auf ein neues Format umzustellen. (Mehr dazu) |

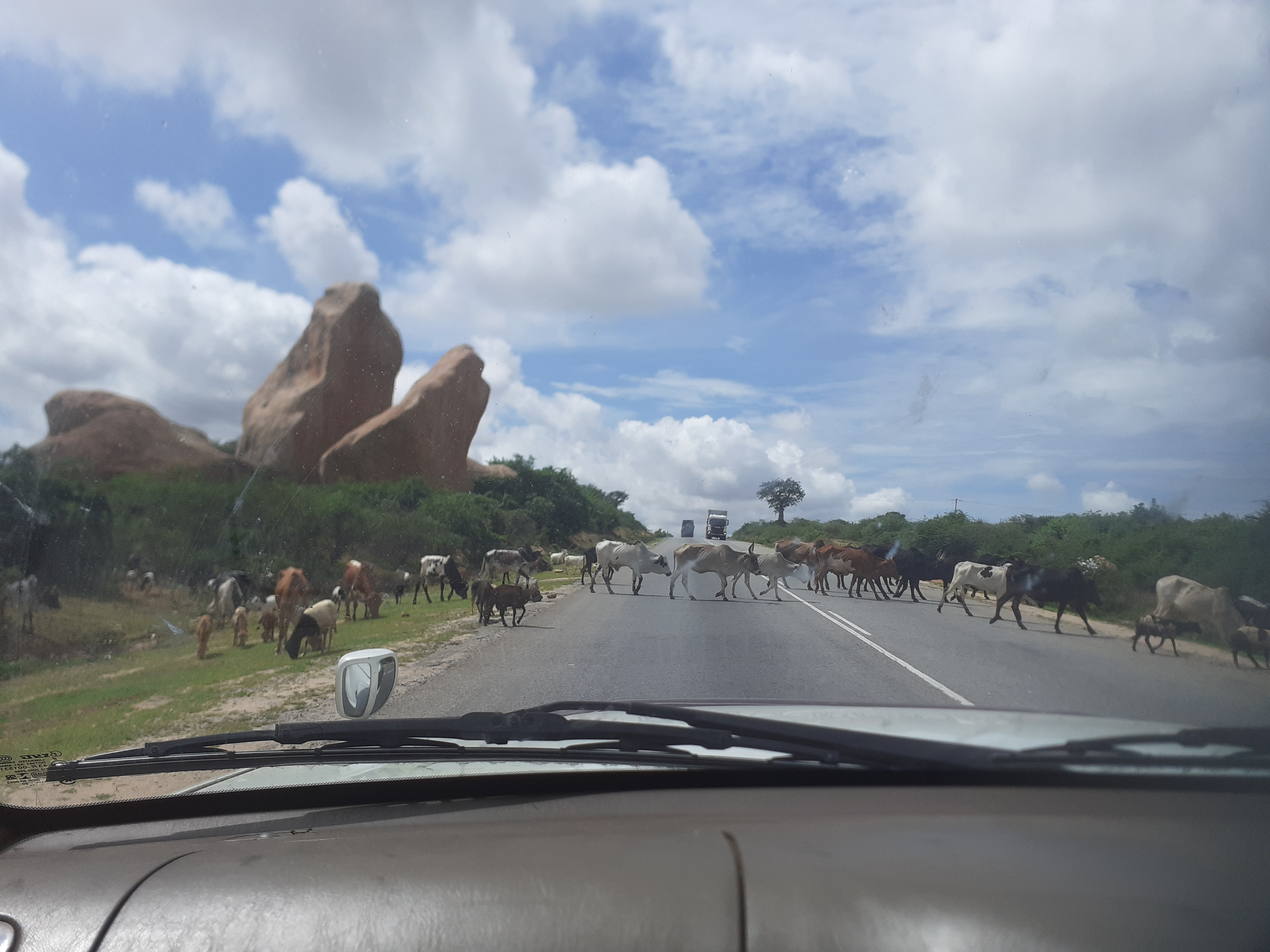
Auf der T3 von Morogoro nach Dodoma

## Politik
Im Distrikt wird ein Distriktrat (District council) alle 5 Jahre gewählt. Den Vorsitz führt seit dem Jahr 2015 White Zuberi Mwanzalila (Stand 2022).

## Sonstiges
- Das College St. Philip der Anglikanischen Kirche ist seit dem Jahr 1914 eine theologische Ausbildungsstätte.[17]